# Brackenridgia cavernarum
Brackenridgia cavernarum är en kräftdjursart som beskrevs av Ulrich 1902. Brackenridgia cavernarum ingår i släktet Brackenridgia och familjen Trichoniscidae. Inga underarter finns listade i Catalogue of Life.